# Tion Otang
Tion Otang est un bureaucrate des Kiribati.
Le 28 mars 2003, Teburoro Tito, président des Kiribati a été destitué du pouvoir par une motion de censure à la Chambre d'assemblée de Kiribati. À ces occasions, le Conseil d'État (comprenant le Président de la Commission de la fonction publique, le Président et le Président de la Cour suprême) assume toutes les fonctions exécutives jusqu'à la prochaine élection présidentielle. En tant que président de la Commission de la fonction publique, Otang était également président d'office du Conseil d'État. Le Conseil d'État resta au pouvoir jusqu'à l'élection d'Anote Tong le 10 juillet 2003.